# Staci Wilson
Pour les articles homonymes, voir Wilson.
Staci Wilson, née le 8 juillet 1976, est une joueuse américaine de soccer. Elle évolue au poste de défenseur.

## Biographie
Elle est internationale américaine à 14 reprises de 1995 à 1996. Elle est sacrée championne olympique en 1996.